# دادگاه فدرال عالی
دادگاه فدرال عالی (به پرتغالی: Supremo Tribunal Federal) والاترین قدرت قضایی در برزیل است. دادگاه فدرال عالی بر اجرای قانون اساسی نظارت می‌کند و امکان تجدیدنظر در تصمیم‌های آن وجود ندارد.
یازده قاضی دادگاه عالی توسط رئیس‌جمهور معرفی و توسط مجلس سنا تأیید می‌شوند. آن‌ها می‌توانند تا ۷۵ سالگی در سمت خود باقی بمانند.
مقر دادگاه فدرال عالی در شهر برازیلیا واقع شده‌است.